# Station Schierke
Station Schierke is een station van de Harzer Schmalspurbahnen (HSB), is geopend in 1898 en ligt in het Nationaal Park Harz. Vanaf 1899 loopt het spoor vanuit het station door naar de Brocken. Het station ligt aan de Brockenbahn. Langs het station rijden uitsluitend stoomtreinen.
Op 13 augustus 1961 werd het station gesloten voor publiek, vanwege het grensgebied van de DDR. Alleen de bewoners van Schierke konden met een speciaal treinkaartje tot Schierke rijden. Het verkeer vanuit Schierke naar de Brocken werd alleen nog gebruikt voor goederen en voor de grenstroepen van de Sovjet-Unie. Na de eenwording van Duitsland is op 15 september 1991 het station samen met de Brockenbahn opnieuw heropend voor het publiek.
Vanaf 1993 rijdt de HSB dagelijks in de zomermaanden 22 keer langs het station. In de wintermaanden rijden er ongeveer 12 treinen per dag. Het station wordt vooral gebruikt door de toeristen die naar de Brocken reizen.
Vlak bij Station Schierke liggen de Feuersteinklippen. De kruidenlikeur 'Schierker Feuerstein', van apotheker Willy Drube, is vernoemd naar deze Feuersteinklippen.

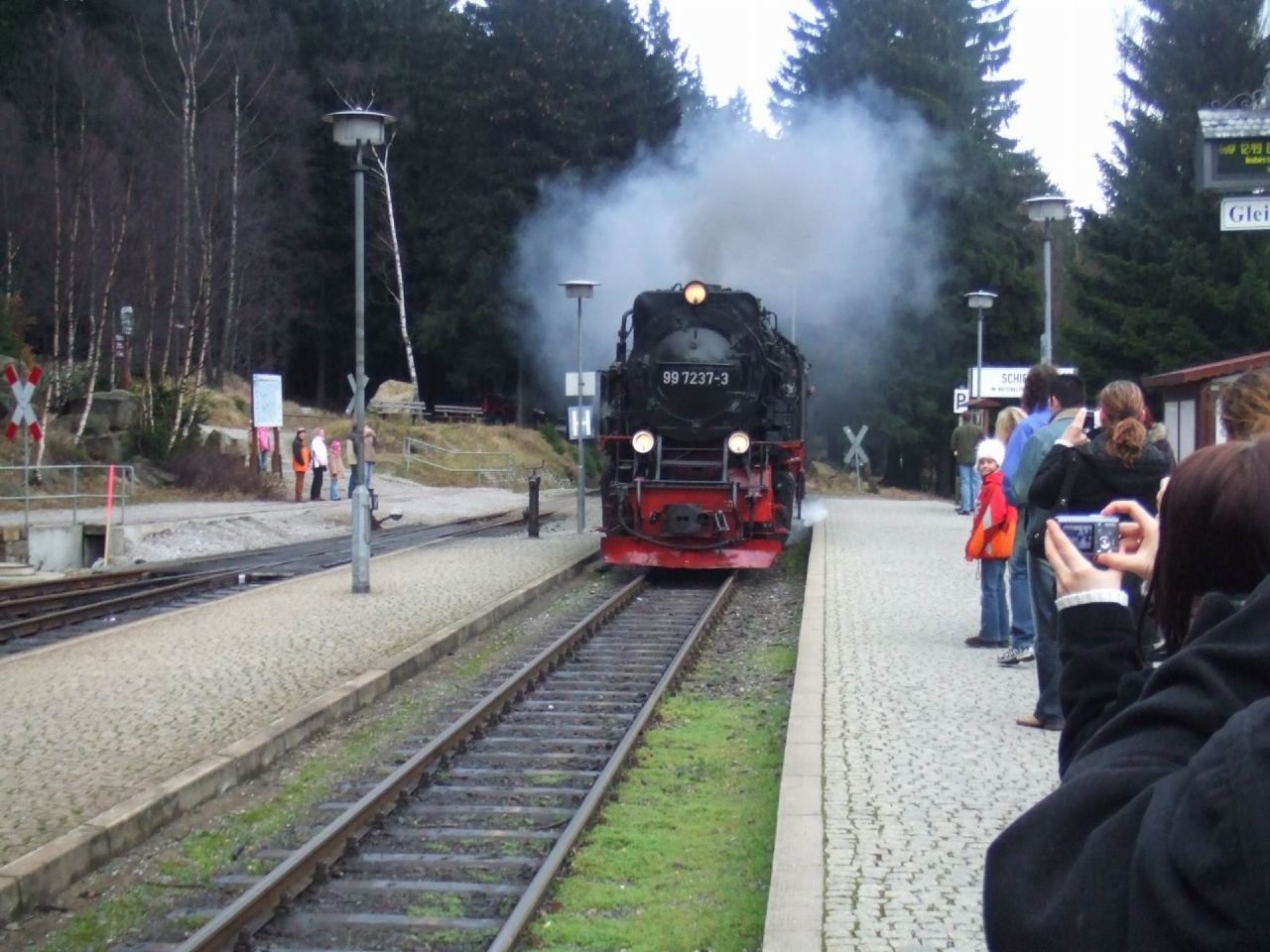
Stoomtrein 99 7237-3 komt aan in het station van Schierke.

Drei Annen Hohne · Schierke · Goetheweg · Brocken